# Meroscolex guianicus
Meroscolex guianicus är en ringmaskart som beskrevs av Cernosvitov 1935. Meroscolex guianicus ingår i släktet Meroscolex och familjen Glossoscolecidae. Inga underarter finns listade i Catalogue of Life.